# Geodezică închisă
În geometria diferențială o geodezică închisă pe o varietate riemanniană⁠(d) este o geodezică care se întoarce la punctul său de pornire având aceeași direcție a tangentei. Poate fi formalizată ca proiecția unei orbite închise a fluxului geodezic în spațiul tangent⁠(d) al varietății.

## Definiție
Într-o varietate riemanniană (M,g), o geodezică închisă este o curbă {\displaystyle \gamma :\mathbb {R} \rightarrow M} care este o geodezică în metrica g și este periodică.
Geodezicele închise pot fi caracterizate prin intermediul unui principiu variațional. Notând cu {\displaystyle \Lambda M} spațiul curbelor netede 1-periodice pe M, geodezicele închise din perioada 1 sunt tocmai punctele critice⁠(d) ale funcției de energie {\displaystyle E:\Lambda M\rightarrow \mathbb {R} }, definită de
{\displaystyle E(\gamma )=\int _{0}^{1}g_{\gamma (t)}({\dot {\gamma }}(t),{\dot {\gamma }}(t))\,\mathrm {d} t.}
Dacă {\displaystyle \gamma } este o geodezică închisă a perioadei p, curba reparametrizată {\displaystyle t\mapsto \gamma (pt)} este o geodezică închisă a perioadei 1 și, prin urmare, este un punct critic al lui E. Dacă {\displaystyle \gamma } este un punct critic al lui E, la fel sunt curbele reparametrizate {\displaystyle \gamma ^{m},} pentru fiecare {\displaystyle m\in \mathbb {N} ,} definit de {\displaystyle \gamma ^{m}(t):=\gamma (mt).} Astfel, fiecare geodezică închisă pe M dă naștere la o succesiune infinită de puncte critice ale energiei E.

## Exemple
Pe sfera unitate {\displaystyle S^{n}\subset \mathbb {R} ^{n+1}} cu metrica riemanniană rotundă standard, fiecare cerc mare este un exemplu de geodezică închisă. Astfel, pe sferă toate geodezicele sunt închise. Pe o suprafață netedă echivalentă topologic cu sfera, acest lucru poate să nu fie adevărat, dar există întotdeauna cel puțin trei geodezice închise simple; aceasta este teorema celor trei geodezice. Varietăți ale căror geodezice sunt închise au fost investigate amănunțit în literatura de specialitate. Pe o suprafață⁠(d) hiperbolică compactă, al cărei grup fundamental nu are torsiune⁠(d), geodezicele închise sunt în corespondență biunivocă cu clasele de conjugare⁠(d) netriviale de elemente din grupul fuchsian⁠(d) al suprafeței.